# Vosoritida
Vosoritida (denominación común internacional -DCI-,INN en inglés, también conocida como BMN-111) es un medicamento experimental para el tratamiento de la causa más común del enanismo: la acondroplasia. BioMarin Pharmaceutical ha desarrollado este fármaco. Siendo el único tratamiento causal disponible para esta condición, en los Estados Unidos y en Europa tiene estatus de medicamento huérfano. A septiembre de 2015 estaba en fase II de ensayos clínicos.

## Mecanismo de acción

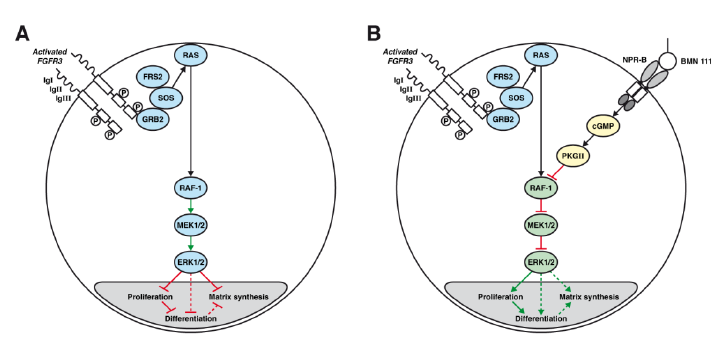
A: Condrocito con receptor 3 del factor de crecimiento de fibroblastos (FGFR3) constitucionalmente activo que regula el proceso decreciente por la vía KPMA/KER (kinasa proteínica mitogen-activada/kinasa extracelular signo-regulada).
B: La vosoritida (BMN 111) bloquea este mecanismo uniendo el receptor péptido natriurótico atrial B (RPN-B), el cual luego inhibe la vía KPMA/KER en la proteína RAF-1.

FGFR3 (receptor 3 del factor de crecimiento de los fibroblastos) (FGFR3) es un receptor que normalmente regula el decrecimiento de cartílagos y huesos cuando se activa por una de las proteínas ácidas y el factor de crecimiento de fibroblastos básicos. Ocurre por inhibición del desarrollo de (proliferación celular y diferenciación) condrocitos, las células que producen y mantienen la matriz cartilaginosa, que es necesaria así mismo para  el crecimiento óseo. En niños con acondroplasia ocurre una de varias mutaciones posibles de RFCF3, de lo cual resulta actividad constitucional (permanente) de este receptor, y reducción total de actividad de condrocitos y, por ello, del crecimiento de los huesos.
La proteína péptido precursor C natriurético (PPCN), naturalmente encontrada en humanos, reduce los efectos de RFCF3 hiperactivos. Vosoritida es un PPCN análogo con el mismo efecto pero de vida media prolongada, lo cual permite una acción prolongada.

## Química
Vosoritida es un análogo de PPCN. Es un péptido que consta de los aminoácidos prolina y glicina y de los 37 aminoácidos C-terminal de PPCN humano natural. La secuencia péptida completa es
PGQEHPNARK YKGANKKGLS KGCFGLKLDR IGSMSGLGC
Con un  puente disulfuro entre las posiciones 23 y 39 (subrayado). Si la administración oral del medicamento fuera inefectiva para el sistema digestivo, se debe proceder mediante inyección.

## Investigación
En un ensayo clínico en 26 niños, vosoritida ha resultado efectivo para el crecimiento. En seis meses, diez niños que recibieron las dosis más altas crecieron 6,1 centímetros (2,4 plg), comparado con 4 centímetros (1,6 plg) en los seis meses previos al tratamiento (p=0.01). De las proporciones corporales, mediante la vosoritida no mejoró la relación de la longitud de las piernas con respecto a la longitud de la parte superior del cuerpo –la cual es más baja en pacientes con acondroplasia que en la población promedio–; tampoco empeoró.
En septiembre de 2015 no se sabía si el efecto del medicamento duraría lo suficiente como para resultar en alturas de cuerpo normales, o si reduciría la ocurrencia de problemas relacionados con la acondroplasia tales como infecciones de oídos, apnea del sueño o hidrocefalia. Esto, junto con la seguridad de dosis más altas, está por determinarse en estudios posteriores.

### Efectos secundarios
En este estudio se toleró bien el medicamento. Efectos secundarios fueron generalmente leves: reacciones en el sitio de la inyección, dolor de cabeza, presión sanguínea baja, dolor de espalda, tos. Se reportó una incidencia de mareo, posiblemente relacionada con presión sanguínea baja. Otros casos de presión sanguínea baja pasaron sin síntomas o tratamiento.

## Sociedad y cultura
Algunas personas con acondroplasia y padres de niños con esta condición han reaccionado a resultados de estudio de vosoritida diciendo que el enanismo no es una enfermedad, y que en consecuencia no necesitan tratamiento.